# حين يولول الرمان
حين يولول الرمان (بالإنجليزية: When Pomegranates Howl)‏ هو فيلم دراما استرالي أفغاني أنتج عام 2020. الفيلم من كتابة وإخراج المخرج الإيراني الأسترالي جراناز موسوي. تم تمويل الفيلم جزئيًا من خلال مهرجان أديلايد السينمائي، والذي أصبح مكان العرض الأول للفيلم. تم اختياره ليكون المدخل الأسترالي لجائزة أفضل فيلم روائي طويل دولي في حفل توزيع جوائز الأوسكار الرابع والتسعون.

## القصة
يحكي الفيلم قصة الطفل الأفغاني حواد، الذي يعيش مع أسرة يتيمة الأب، والطفل ذو التسع سنوات هو المُعيل الوحيد للعائلة التي تقطن في كابل. ترك حواد المدرسة ليعمل على عربة مستأجرة، لكنه يملك شخصية مميزة تمكنه من التعرف على العديد من الأشخاص، أحدهم صحفي أسترالي يعطيه كاميرا ويعده أن ينشر صوره في المجلات العالميّة. وبهدف أن يصبح حواد نجمًا سينمائيًا مشهورًا، يجمع أصدقائه ليصورهم الصحفي في قريته، لكن تفجيرًا قتله مع عدد من أصدقائه.

## قائمة الممثلين
- عرفات فايز بدور الطفل حواد.
- إلهام أيازي بدور ناويد
- أندرو كويلتي بدور الصحفي الأسترالي.

## الجوائز
- مرشح: أفضل فيلم شبابي طويل جوائز شاشة آسيا والمحيط الهادئ لعام 2021.[3][4]